# Glaukos (Sohn des Sisyphos)
Glaukos (altgriechisch Γλαῦκος Glaúkos) ist in der griechischen Mythologie der Sohn des Königs Sisyphos von Korinth und der Merope. Er war der Gemahl der Eurynome (oder Eurymede) und Vater des Bellerophon.

## Hochzeit des Glaukos
Sisyphos warb für seinen Sohn Glaukos um Mestra, die Tochter des Erysichthon. Er zahlte Erysichthon Rinder, Schafe und Ziegen als Brautpreis und Glaukos heiratete Mestra. Da ihm bekannt war, dass sie schon oft ihren Freiern entflohen war, fesselte Glaukos sie in der Hochzeitsnacht. Als Geliebte des Poseidon besaß sie aber die Fähigkeit, sich zu verwandeln, entfloh abermals und kehrte zu ihrem Vater zurück. So kam es zu Streitigkeiten zwischen Sisyphos und Erysichthon, die erst beigelegt wurden, als Athene Mestra dem Glaukos zusprach. Doch wurde sie, kaum in Korinth angekommen, von Poseidon entführt. Glaukos freite nun Eurynome, die Tochter des Nisos und zeugte mit ihr Bellerophon, Deliades, Piren und Alkimenes.
Als Vater des Bellerophon wird allerdings auch oft Poseidon erwähnt, der diesen (unter dem Namen Chrysaor) sowie seinen Bruder Pegasos mit der enthaupteten Medusa gezeugt haben soll. In einer anderen Geschichte werden als Eltern die Meeresgötter Glaukos und Eurynome genannt.

## Tod des Glaukos
Akastos von Iolkos veranstaltete für seinen verstorbenen Vater Pelias Leichenspiele. Glaukos fütterte seine Rennpferde mit Menschenfleisch, um sie lebhafter zu machen und hielt sie von Hengsten fern, was Aphrodite erboste. Beim Wagenrennen gegen Iolaos wurde Glaukos von seinen wütenden Stuten vom Wagen geschleudert und zerfleischt. Sein Leichnam, oder was davon übrig war, wurde auf dem Isthmus von Korinth begraben und Glaukos galt seitdem als Dämon, Taraxippos („Rossescheucher“), der bei den Isthmischen Spielen die Rosse scheu machte.
In einer anderen Version waren jene Pferde, die er auf seinem Gestüt in Potniai hielt, mit den Harpyien und Gorgonen verwandt, weshalb sie mit Menschenfleisch gefüttert werden mussten. Auch sollen sie mit den Rossen des Diomedes identisch gewesen sein.